# 伊努维亚卢特定居区

伊努维亚卢特定居区在加拿大的位置

伊努维亚卢特定居区（英語：Inuvialuit Settlement Region - ISR；Inuinnaqtun: Inuvialuit Nunangit Sannaiqtuaq – INS）位于加拿大的北极地区西部，于1984年在《伊努维亚卢特最终协议》中由加拿大政府为伊努维亚卢特人划定。它覆盖了90,650平方公里的土地，大部分位于林木线以上，包括几个子区域：波福特海、麦肯齐河三角洲、育空地区北部（“育空北坡”）以及西北地区的西北部分。伊努维亚卢特定居区包含公共土地和伊努维亚卢特人的私人土地。
伊努维亚卢特定居区是加拿大四个因纽特人地区之一，统称为 Inuit Nunangat，由Inuit Tapiriit Kanatami (ITK) 代表。其他地区包括位于拉布拉多的努纳齐亚福特、位于魁北克省北部的努納維克以及努納武特地區。伊努维亚卢特定居区是伊努维亚卢特人的家园。伊努维亚卢特区域公司成立于1986年，作为《伊努维亚卢特最终协议》中的土地和财务补偿的接收者，由伊努维亚卢特人口控制，并负责伊努维亚卢特定居区的运营。从1996年到2016年，西北领地前首席Nellie Cournoyea是该委员会的主席兼首席执行官。在拒绝再次参选之前，她已被选举九次。2016年，Duane Ningaqsiq Smith被选为她的继任者，并在2019年再次当选。
伊努维亚卢特定居区数据库包含了关于定居区中的数千项出版物和研究项目的描述。该数据库由Joint Secretariat—伊努维亚卢特可再生资源委员会（Inuvialuit Renewable Resource Committees）和北极科学与技术信息系统（Arctic Science and Technology Information System）维护。资金来自加拿大壳牌公司和MGM能源公司。